# Régiment d'Agénois (1692-1749)
Pour les articles homonymes, voir Régiment d'Agénois (homonymie).
Le régiment d’Agénois est un régiment d'infanterie du royaume de France créé en 1692 et incorporé au régiment de Berry en 1749.

## Création et différentes dénominations
- 4 octobre 1692 : création du régiment d’Agénois, au nom de cette province
- 18 février 1749 : réformé par incorporation des grenadiers au régiment des Grenadiers de France et du reste au régiment de Berry

## Colonels et mestres de camp
- 4 octobre 1692 : Antoine Clériadus, comte de Choiseul-Beaupré, né le 16 mars 1664, brigadier le 23 décembre 1702, maréchal de camp le 26 octobre 1704, lieutenant général des armées du roi le 8 mars 1718, † 19 mai 1726
- 2 mars 1705 : Henri Louis de Choiseul, marquis de Meuse, né le 21 juillet 1689, brigadier le 1er février 1719, maréchal de camp le 20 février 1734, lieutenant général des armées du roi le 1er mars 1738, † 11 avril 1754
- 30 juillet 1712 : Victor de Broglie, fils du maréchal de Broglie, né en 1689, chevalier de Malte le 19 juillet 1693, † 1719
- 17 octobre 1717 : Gilles de Carné, marquis de Trécesson, brigadier le 10 février 1704, maréchal de camp le 1er février 1719, lieutenant général des armées du roi le 20 février 1734, † 13 juin 1743 âgé de 80 ans
- 1er février 1719 : Louis Auguste de Bourbon-Malauze, marquis de Malauze, † 27 décembre 1741 âgé de 48 ans
- 1er août 1731 : Armand de Bourbon, comte de Malauze, frère du précédent, brigadier le 1er janvier 1740, † 26 avril 1744 âgé de 48 ans
- 13 mai 1744 : Louis François, marquis de Monteynard, né le 13 mai 1713, déclaré brigadier le 5 octobre 1745 par brevet expédié le 1er mai, déclaré maréchal de camp en décembre 1748 par brevet du 10 mai, lieutenant général des armées du roi le 10 février 1759

## Historique des garnisons, combats et batailles du régiment
- 1693 - 1694 : Allemagne
- 1695 - 1697 : Flandre, Ath
- 1701 : Flandre
- 1702 : Nimègue, Rhin, Friedlingen (14 octobre)
- 1703 : Kehl, Bavière
- 13 août 1704 : Hochstedt ; 1er bataillon prisonnier
- 1706 : Flandre, Ramillies (27 mai)
- 11 juillet 1708 : Audenarde
- 11 septembre 1709 : Malplaquet
- 24 juillet 1712 : Denain ; le colonel très grièvement blessé
- 1734 : Rhin, Philippsbourg (2 juin - 18 juillet)
- 1735 : Klausen
- 1739 - 1740 : Corse
- 1742 : Bavière ; Braunau, défense de Deckendorf
- 1743 : garnison de Bitche
- 1744 : Alpes ; le colonel est tué devant Montalban
- 1747 : Bataille d'Assietta

## Drapeaux
3 drapeaux, dont un blanc colonel, et 2 d’ordonnance « jaunes & gris de lin façonnez dans les 4 quarrez, & croix blanches ».

Drapeau d’ordonnance
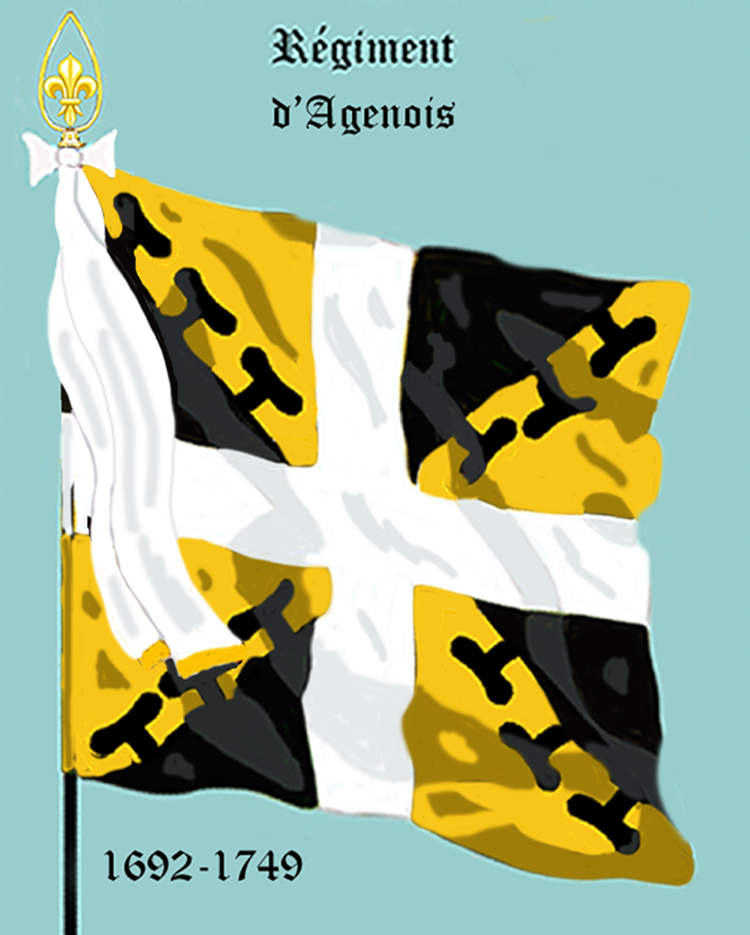
régiment d’Agénois de 1692 à 1749

## Habillement
Parements rouges ; boutons et galon argentés.

Uniformes du régiment d’Agénois
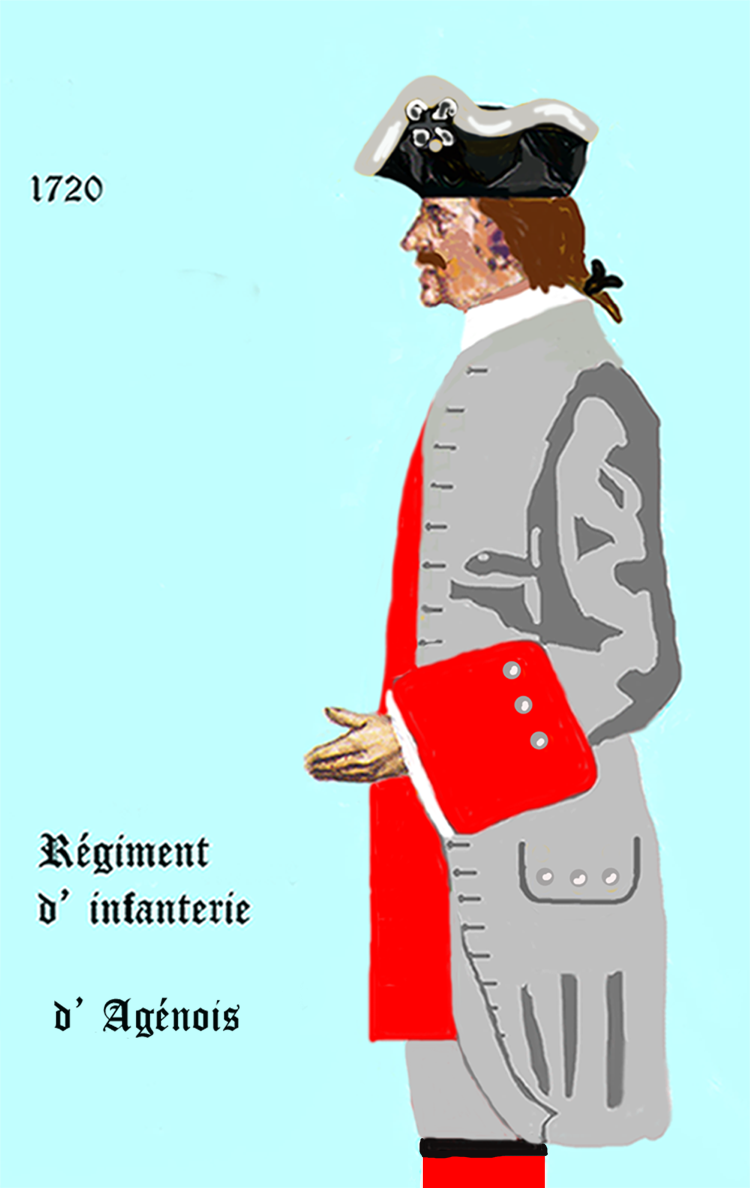
de 1720 à 1734
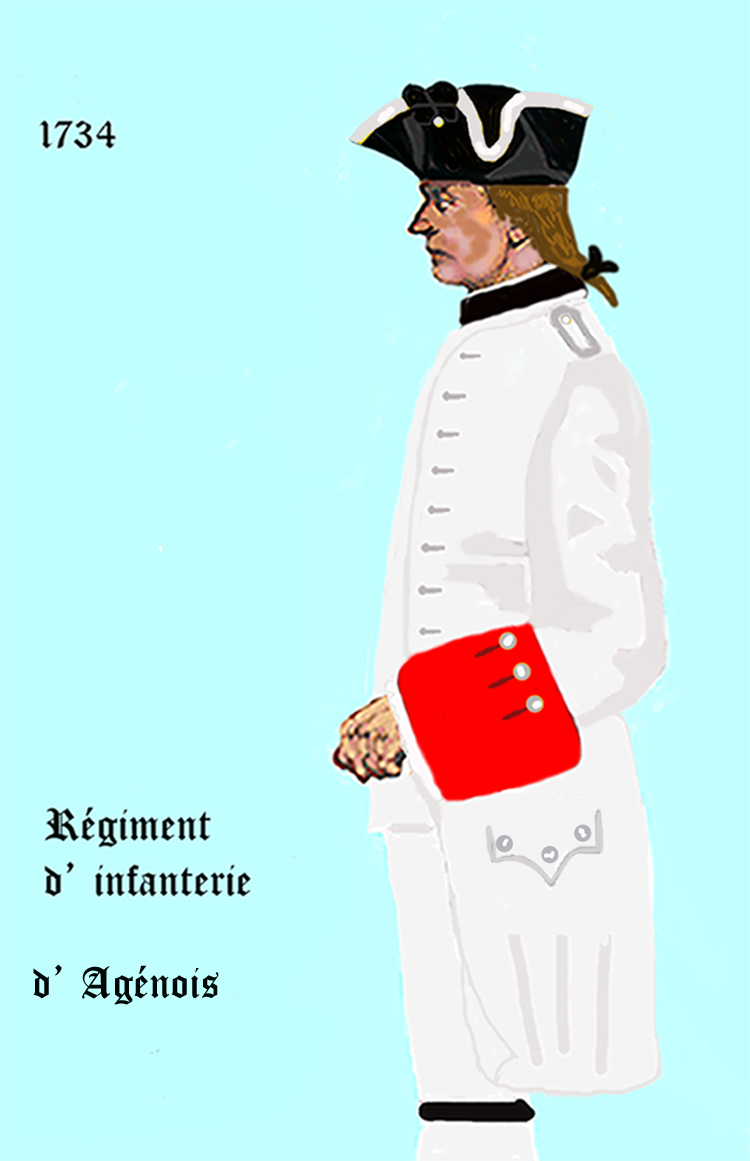
de 1734 à 1749